# Lobocheilos erinaceus
Lobocheilos erinaceus és una espècie de peix cipriniforme de la família dels ciprínids.

## Morfologia
Els mascles poden assolir els 14,3 cm de longitud total.

## Distribució geogràfica
Es troba a Borneo (Malàisia).